# Пительо
Пительо (итал. Piteglio) — фракция в итальянской коммуне Сан-Марчелло-Пительио, которая располагается в области Тоскана, в провинции Пистоя.
До 1 января 2017 года это была автономная коммуна, а затем после объединения с Сан-Марчелло-Пистойезе, сформировался новый объект.
Население составляет 180 человек (2011), плотность населения составляет 3,65 чел./км². Занимает площадь 49,34 км². Почтовый индекс — 51020. Телефонный код — 0573.
В коммуне 15 августа особо празднуется Успение Пресвятой Богородицы.

## Демография
Динамика населения:

## Администрация коммуны
- Официальный сайт: https://web.archive.org/web/20060221071444/http://www.comune.piteglio.pt.it/

## Города-побратимы
- Агуэра, САДР